# Signal (application)
Pour les articles homonymes, voir Signal.
Signal est une application gratuite pour Android et iOS, permettant de communiquer (appels vocaux et vidéo, messages texte ou médias) de façon chiffrée et sécurisée et dont l'objectif est d'assurer un maximum de confidentialité à ses utilisateurs. Elle est développée par l’entreprise américaine Signal Messenger LLC (en) et financée par la Signal Foundation, une organisation à but non lucratif. Distribuée comme logiciel libre et open source sous la licence GPLv3, elle est également disponible sur Windows, macOS et Linux, en tant que complément de l'application mobile.
Signal est conçue pour être la plus sécurisée possible tout en offrant une ergonomie accessible, facilitant l'utilisation de technologies cryptographiques robustes pour chiffrer les conversations, telles que ZRTP pour chiffrer les appels vocaux et vidéos et le Signal Protocol pour les échanges textuels et médias. L'application minimise les métadonnées des communications et l'organisation déclare les effacer.
Le lanceur d'alerte Edward Snowden recommande l'application qui est, selon lui, l'un des meilleurs moyens d'échapper aux programmes de surveillance massive. L'Electronic Frontier Foundation (EFF) inclut Signal dans son guide d'autodéfense contre la surveillance. Le magazine américain Fast Company la qualifie d'« application la plus sécurisée et centrée sur la protection de la vie privée jamais développée ». Par ailleurs, la Commission européenne recommande l'utilisation de Signal à son personnel pour ses communications externes.

## Histoire

### 2010–2013: origines
Signal succède à RedPhone, une application de communication vocale chiffrée, et à TextSecure, une application de messagerie chiffrée. Les versions beta de RedPhone et TextSecure ont été lancées en 2010 par Whisper Systems, une jeune pousse fondée par Moxie Marlinspike et Stuart Anderson. Whisper Systems produit également un système de pare-feu et des outils de chiffrement sur un modèle propriétaire uniquement disponibles pour Android.
En novembre 2011, Whisper Systems annonce son acquisition par Twitter. L'acquisition a pour objectif « principal de permettre à Moxie Marlinspike d'aider la start-up (Twitter) à améliorer sa sécurité ». Peu de temps après l'acquisition, RedPhone est rendue indisponible ; ce choix soulève de nombreuses critiques car, utilisée par des gens vivant sous des régimes autoritaires, cette décision laisse ces personnes en danger, notamment lors des événements du Printemps arabe de 2011 en Égypte.
Twitter sort TextSecure, en décembre 2011, sous la forme d'un logiciel open source sous licence GPLv3. Redphone, quant à elle, sort en juillet 2012 sous la même licence. Marlinspike quitte ensuite Twitter et fonde Open Whisper Systems sous la forme d'un projet collaboratif open source et continue le développement de TextSecure et Redphone.

### 2013–2018: Open Whisper Systems
Le site web d'Open Whisper Systems est ouvert le 21 janvier 2013.
En février 2014, Open Whisper Systems présente la seconde version du protocole TextSecure (maintenant appelé protocole Signal), qui ajoute le chiffrement de bout en bout des messages de groupes et des capacités de messagerie instantanée. En juillet 2014, l'entreprise annonce l'unification de Redphone et TextSecure qui prendra le nom de Signal. Ce changement coïncide avec la sortie de Signal sur iOS. En novembre 2015, TextSecure devient Signal sur Android et permet, dès lors, la communication entre les utilisateurs iOS et Android.
Depuis son lancement en mai 2010 et jusqu'à mars 2015, TextSecure (la version Android de Signal) incluait la possibilité d'envoyer des SMS/MMS chiffrés. À partir de la version 2.7.0, seul l'envoi de messages chiffrés via le réseau est possible, les raisons principales étant le manque de sécurité du système SMS et des problèmes dans le processus d'échange des clés.
En mai 2016, le développeur principal de Signal a demandé à LibreSignal (une variante logicielle qui avait éliminé les dépendances à Google Cloud Messaging) de ne pas utiliser les serveurs de Signal et le nom Signal. À la suite de cela, la variante a été « abandonnée ».
La version Android de Signal nécessitait certains services propriétaires de Google Play car l'application utilise Google Cloud Messaging pour notifier les utilisateurs des nouveaux messages reçus. Un fonctionnement alternatif exploitant les WebSockets a commencé à être développé en 2017 afin de rendre les services de Google optionnels.

### 2018–présent:Signal Messenger
Le 21 février 2018, Moxie Marlinspike et Brian Acton, cofondateur de WhatsApp, annoncent la création de la Signal Foundation, un organisme à but non lucratif dont la mission est de « soutenir, accélérer et élargir la mission de Signal, de rendre la communication privée accessible et ubiquitaire ». La fondation a été créée grâce à un financement initial de cinquante millions de dollars d'Acton, qui a quitté la société-mère de WhatsApp, Facebook, en septembre 2017. Acton était en effet en désaccord avec le changement de modèle économique pratiqué par Facebook avec sa filiale, reposant sur la monétisation des données personnelles des utilisateurs de WhatsApp. Signal lui semble mieux incarner les principes initiaux de WhatsApp. Selon l'annonce, Acton est le président exécutif de la fondation et Marlinspike est toujours le PDG de Signal Messenger (en).
La création de la Signal Foundation marque un tournant dans l'histoire de Signal. Moxie Marlinspike rapporte ainsi que le choix de ne pas asseoir le développement économique de Signal sur le recours au capital risque a longtemps limité les moyens de l'équipe : jamais plus de sept personnes n'ont été employées pour le développement logiciel de l'application, avec une moyenne de 2,3 équivalents temps plein sur l'ensemble de la vie du projet. Il espère que le nouveau modèle économique permettra de pérenniser le projet et de nouveaux recrutements. En octobre 2020, la fondation compte ainsi trente-six employés.
En avril 2020, la Signal Foundation annonce qu'il ne serait plus possible pour une organisation comme la sienne d'opérer aux États-Unis si la proposition de loi EARN IT était promulguée en l'état. En effet, EARN IT prévoit que les sociétés de télécommunication, jusqu'ici protégées par la section 230 de la loi Communications Decency Act, pourraient être tenues responsables des échanges entre leurs utilisateurs à moins de renoncer au chiffrement de bout en bout, ce qui est un principe fondamental du protocole de communication de Signal.
À l'instar d'autres messageries, Signal connaît un « succès inattendu » en janvier 2021, dans un contexte de défiance envers WhatsApp à la suite de la modification de ses conditions générales d'utilisation. Le soudain accroissement du nombre d'utilisateurs entraîne quelques jours de bogues et de ralentissements de l'application, le temps que soient déployés suffisamment de nouveaux serveurs.
Dans le cadre des discussions à propos de la Online Safety Bill au Royaume-Uni, dont les travaux ont commencé en 2021, la présidente de la Signal Foundation Meredith Whittaker annonce craindre une remise en cause du chiffrement de bout-en-bout de l'application par la mise en place de portes dérobées à l'usage du gouvernement britannique.
En novembre 2023, la fondation déclare que le coût de fonctionnement de Signal est d'environ 40 millions de dollars par an (dont 14 millions de coûts d'infrastructure) et devrait atteindre les 50 millions par an en 2025,.
Toujours en novembre 2023, la présidente de la fondation Signal, Meredith Whittaker, dénonce la communication interne du gouvernement français qui, pour imposer le logiciel souverain Olvid à ses ministres et aux membres des cabinets ministériels, invoque une supposée vulnérabilité des messageries instantanées grand public. Meredith Whittaker déclare que cette affirmation est trompeuse et dangereuse, « en particulier lorsqu’elle émane du Gouvernement » tout en n'étant pas étayée. Par ailleurs, des chercheurs en cybersécurité présentent Signal comme la référence des messageries sécurisées et indiquent que son protocole de chiffrement est intégré dans les principales messageries grand public. À nouveau en France, une proposition de loi de mars 2025 menace le caractère confidentiel des échanges sur Signal, ce qui suscite là encore une prise de position publique de la fondation à travers sa porte-parole, avant que l'amendement concerné ne soit retiré.
La messagerie Signal est mise sur le devant de la scène à l'échelle mondiale le 24 mars 2025 après une révélation dans la presse : une dizaine de jours plus tôt, les plus hauts membres du cabinet de l'administration Trump ont planifié une attaque militaire contre les rebelles houthis du Yémen sur un groupe Signal intitulé « Houthi PC small group». Pour une raison inconnue, le journaliste de The Atlantic Jeffrey Goldberg est aussi ajouté au groupe, dont il rend compte des échanges peu après les faits. La Maison blanche confirme l'information peu après la publication dans The Atlantic.

## Fonctionnement

### Plateformes et environnement
Signal est une application disponible sur Android et iOS, à travers les magasins d'applications officiels Google Play, App Store et F-Droid.
Comme il s'agit d'un logiciel libre, il est aussi possible de compiler ou de télécharger le logiciel directement sur le site sous forme d'APK, mais les développeurs de Signal le déconseillent. En effet, les applications distribuées via Google Play ou l'App Store sont signées par le développeur de l'application, et le système d'exploitation, Android ou iOS, vérifie que les mises à jour sont signées avec la même clé, empêchant les autres de distribuer des mises à jour que le développeur lui-même n'a pas signées. Cela permet également de faciliter le processus de mise à jour vers la version la plus récente.
Une application pour ordinateurs est développée en complément de l’application mobile, disponible sur le site web de la fondation. Elle nécessite de scanner un code QR avec l’application mobile pour s'identifier. Elle est disponible pour Windows, macOS et des distributions Linux comme Debian, Ubuntu ou Arch. Cette version pour ordinateur de bureau utilise Electron.
Signal nécessite un numéro de téléphone pour la création d'un compte. Il ne doit pas être nécessairement le même que celui de la carte SIM de l'appareil, l'utilisateur peut utiliser un numéro VoIP ou un téléphone fixe tant qu'il peut recevoir le code de vérification sur le numéro de téléphone avec lequel il s'enregistre.

### Principes et fonctionnalités

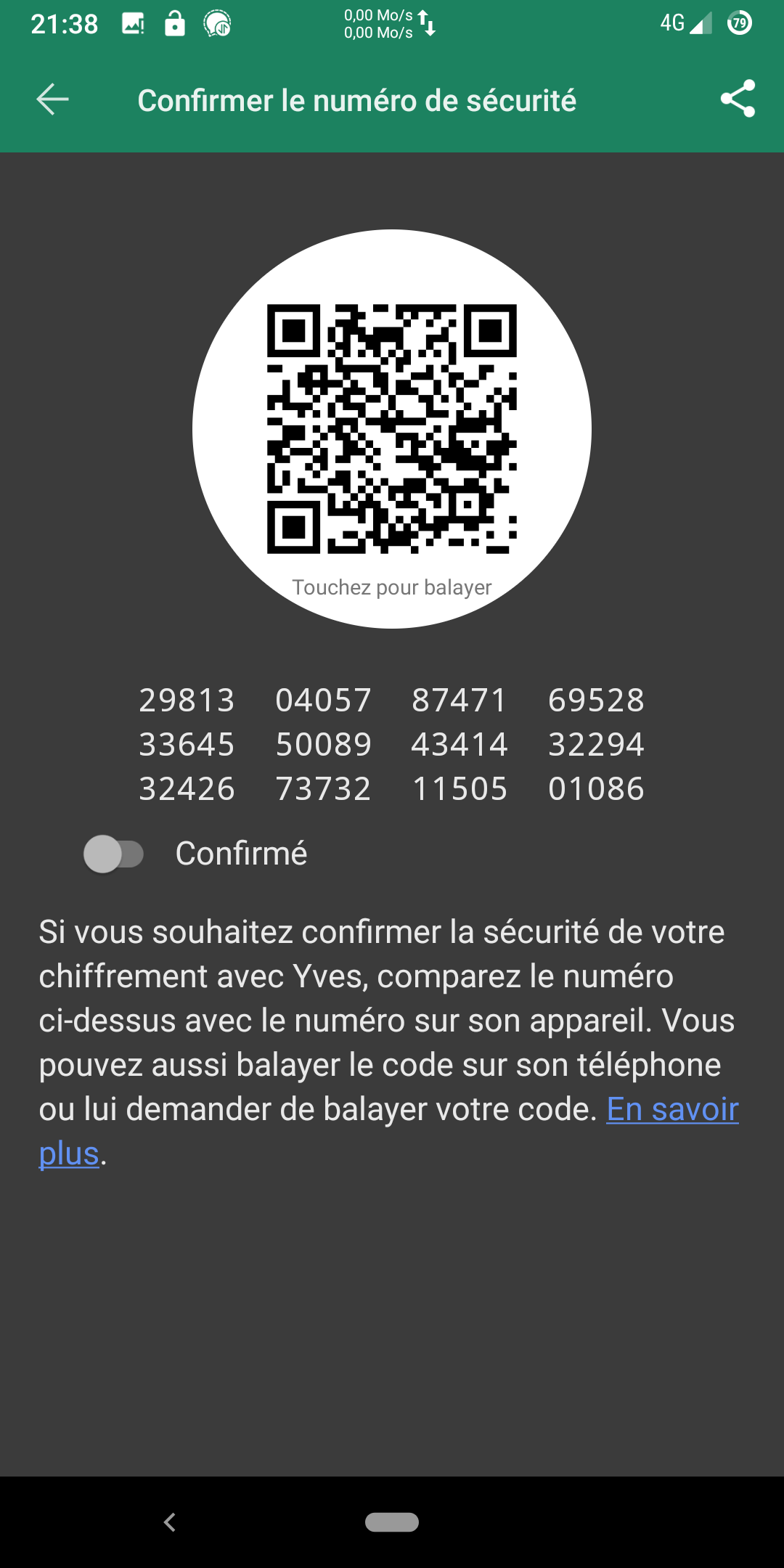
Interface pour valider les clés de sécurité avec un contact sur l’application Signal

Signal est conçu pour permettre des communications assurant une confidentialité maximum, en étant chiffrées et sécurisées, tout en offrant une ergonomie accessible et amenant l’utilisateur à des comportements améliorant sa confidentialité et facilitant l’utilisation d’outils cryptographiques robustes.
Signal permet aux utilisateurs d'envoyer, via Internet, des messages écrits, vocaux et vidéos à d'autres utilisateurs de l'application. Il est également possible d'effectuer des appels vocaux et vidéos avec d'autres utilisateurs. Les appels vocaux sont chiffrés par ZRTP et les échanges textuels sont chiffrés par le protocole cryptographique libre nommé Signal Protocol.
Toutes les communications entre les utilisateurs de Signal sont chiffrées de bout en bout et les clés de chiffrement sont générées et stockées par les applications de chaque utilisateur. Signal a un mécanisme intégré qui permet de vérifier qu'aucune attaque de l'homme du milieu n'a été effectuée. Lors d'un appel téléphonique, deux mots sont affichés sur l'écran. Si les deux utilisateurs ont les mêmes mots, l'appel est sûr. Concernant les messages, les utilisateurs peuvent comparer les numéros de sécurité ou scanner les codes QR. L'application notifie l'utilisateur si la clé de chiffrement du correspondant change.
Sur Android, jusqu'en 2022 les utilisateurs pouvaient utiliser Signal comme application par défaut pour les SMS et MMS afin d'envoyer et recevoir des SMS non chiffrés.
La base de données locale des applications mobiles est chiffrée par le système d'exploitation si l'utilisateur a une phrase de passe sur l'écran de verrouillage.
Il est possible de programmer la destruction automatique des messages après un intervalle de temps choisi par l'utilisateur, entre cinq secondes et une semaine. Le compte à rebours commence une fois le message lu, et les messages sont alors supprimés sur tous les dispositifs synchronisés.
Par défaut, Signal exclut la sauvegarde des messages sur le cloud non chiffré.
En réaction à la mort de George Floyd et aux manifestations qui s'ensuivent, Signal propose une fonctionnalité pour flouter les visages d'une photo, dans le but d'anonymiser les membres d'une manifestation,.

## Sécurité et confidentialité

### Protocoles de chiffrement utilisés
Les appels vocaux sont chiffrés par ZRTP et les échanges textuels sont chiffrés de bout en bout par le protocole cryptographique libre Signal Protocol.
Le Signal Protocol était anciennement connu sous le nom de TextSecure Protocole, qui est un protocole cryptographique non fédéré pouvant être utilisé pour chiffrer de bout en bout des appels vocaux et vidéo ainsi que des conversations par messagerie instantanée. Après avoir été conçu et développé par open Whisper Systems en 2013, il a été introduit pour la première fois dans l'application Signal. Depuis lors, il a été mis en place dans d'autres applications telles que WhatsApp et Facebook Messenger (« conversation secrète ») et Google Allo (« mode incognito »). TextSecure a été le seul logiciel de messagerie instantanée avec Cryptocat, en novembre 2014, à être capable de remplir tous les critères de sécurité d'un test effectué par l'Electronic Frontier Foundation.
D’après la FAQ consacrée à l’application Signal présente sur le site de son support, celle-ci utilise également Curve25519, AES-256 et HMAC-SHA256. La sécurité de ces algorithmes a été testée au cours de nombreuses années d'utilisation dans des centaines d'applications différentes.

### Centralisation et métadonnées
Les développeurs de Signal ont choisi d’utiliser une architecture réseau centralisée pour assurer le service. Ce choix est politique et il est souvent difficile de placer le curseur entre sécurité et accessibilité. Les développeurs motivent leur décision par le fait qu’il est difficile de développer rapidement sur des réseaux décentralisés, qui ne seraient pas tous à jour et donc sécurisés. Les développeurs affirment que la décentralisation n’est pas une fin en soi et qu’il est préférable de remettre ses métadonnées à un acteur de confiance qui les efface, qu’à plusieurs potentiellement non fiables,.
Le fonctionnement même de Signal requiert un minimum de métadonnées : le numéro de téléphone de l’expéditeur,, la date et l’heure. Les développeurs assurent effacer ces données et ne conserver que l'horodatage de la création du compte et de la dernière connexion au service.
Signal Messenger (en) et la Signal Foundation sont des organisations américaines, régies par les lois de ce pays. Différentes lois permettent aux services de renseignements américains de contraindre l’organisation à communiquer les métadonnées sans en parler.

### Blocages étatiques et domaine écran

Pays où le domaine écran de Signal est activé par défaut
Pays où Signal est bloqué (janvier 2018)

En décembre 2016, l'Égypte bloque l'accès à Signal. En réponse, les développeurs de Signal ajoutent un service de domaine écran. Cela permet aux utilisateurs de Signal dans un pays spécifique de contourner la censure en donnant l'impression qu'ils se connectent à un autre service Internet. Depuis octobre 2017, le domaine apparent de Signal est activé par défaut en Égypte, aux Émirats arabes unis, à Oman et au Qatar.
Depuis janvier 2018, Signal est bloqué en Iran. La fonctionnalité de domaine écran de Signal repose sur le service Google App Engine. Cela ne fonctionne pas en Iran parce que Google a bloqué l'accès iranien aux GAE afin de se conformer aux sanctions américaines,.
En 2024, Signal est bloqué en Russie et au Venezuela.

### Stockage chiffré de données personnelles sur les serveurs
La fonctionnalité Secure Value Recovery est introduite le 19 mai 2020. Elle permet de sauvegarder des données de l'utilisateur sur les serveurs de Signal de manière sécurisée à l'aide de la technologie Software Guard eXtensions (en) (SGX) d'Intel, et implique pour l'utilisateur de créer un code PIN de quatre chiffres au minimum. Par construction, SGX rend impossible aux développeurs de Signal d'accéder à ces données.
La sauvegarde de données se limite pour l'instant aux contacts de l'utilisateur mais le professeur en cryptologie Matthew Green fait l'hypothèse qu'une infrastructure logicielle si lourde n'a pu être mise en place qu'en vue de l'étendre à d'autres données dans le futur, comme peut-être les messages échangés sur Signal eux-mêmes.
La mise en place de cette nouvelle fonctionnalité a été vivement critiquée par les utilisateurs les plus sensibles aux questions de sécurité informatique, qui apprécient notamment chez Signal le fait que très peu de données personnelles sont conservées sur les serveurs de la fondation. Son design a également été critiqué comme un dark pattern : l'utilisateur est fortement incité à créer un code PIN par un encart dans l'application, puis il lui est régulièrement demandé de le re-taper pour s'assurer qu'il s'en souvient, aucune récupération du code auprès de Signal n'étant possible. Pour répondre à ces critiques, la possibilité de désactiver l'option Secure Value Recovery a été introduite dans une mise à jour ultérieure.

## Organisation et financement

### Signal Foundation
Signal est développé par Signal Messenger (en), une organisation fondée par Moxie Marlinspike et Brian Acton en 2018 pour reprendre le rôle du projet Open Whisper Systems que Marlinspike a fondé en 2013. Une entité sans but lucratif, la Signal Foundation, est créée en 2018 avec un financement initial de 50 millions de dollars provenant de Brian Acton, cofondateur de Whatsapp, « pour soutenir, accélérer et élargir la mission de Signal de rendre les communications privées accessibles et omniprésentes »,.
Avant la création de la Signal Foundation, le développement de Signal était financé par une somme de dons et de subventions. Entre 2013 et 2016, le projet a reçu des subventions de la Fondation Knight, de la Shuttleworth Foundation et du Open Technology Fund. La Freedom of the Press Foundation était auparavant la principale organisation donatrice de Signal et avait accepté de continuer à récolter des dons en leur nom pendant que le statut d’organisation sans but lucratif de la Signal Foundation était en suspens,,. La Signal Foundation est officiellement exonérée d'impôt (aux États-Unis) depuis février 2019.
Jack Dorsey, cofondateur de Twitter, déclare en 2022 vouloir participer au financement de Signal à hauteur d'un million de dollars chaque année.
Tous les produits de l'organisation sont publiés sous forme de logiciels libres et open source.

### Licences
Le code source complet des clients Signal pour Android, iOS et bureau est disponible sur GitHub comme logiciel libre sous la licence GPLv3,,. Cela permet aux personnes intéressées d'examiner le code et d'aider les développeurs à améliorer l’application. Il permet également aux utilisateurs avancés de compiler leurs propres copies des applications et de les comparer avec les versions distribuées. Les serveurs de Signal sont également open source sous licence AGPLv3.

## Recommandations et notoriété
Edward Snowden a été l'invité de France Inter le 16 septembre 2019. À la suite de leurs discussions concernant la surveillance de masse aux États-Unis, les journalistes l'ont questionné sur l'application de messagerie instantanée qu'il utilise. Edward Snowden a répondu, en parlant de l'application Signal : « N'importe lequel de ces programmes vaut mieux que des SMS ou des téléphones sans codages [...] N'utilisez pas WhatsApp ou Telegram, à moins de ne pas avoir d'alternative. Vous devriez plutôt utiliser Signal ou l'application Wire. Elles sont disponibles gratuitement. » Il déclare dans un tweet utiliser Signal chaque jour. Il ajoute avec humour début 2021 qu'un bon indice de la sécurité de l'application est le fait qu'il « l'utilise tous les jours et [ne soit] pas encore mort », bien qu'il soit considéré comme un traître par les services de renseignements des États-Unis. L'une des journalistes qui a contribué aux révélations de l'affaire Edward Snowden, Laura Poitras déclare également utiliser l'application : « Signal est l’outil de chiffrement le plus évolutif que nous ayons. Il est gratuit et examiné par des pairs. J’encourage tout le monde à l’utiliser tous les jours. »
En octobre 2014, l'Electronic Frontier Foundation (EFF) inclut Signal dans son guide d'autodéfense contre la surveillance.
En 2016, la candidate à l'élection présidentielle américaine Hillary Clinton ainsi que ses équipes de campagne utilisent Signal. Edward Snowden souligne l'ironie de la situation, en écrivant sur Twitter « 2015 : même s’il a révélé la surveillance illégale du gouvernement, mettez-le en prison ; 2016 : attendez, il utilise quelle application ? ».
En avril 2019, le magazine américain Fast Company qualifie Signal de « l'application la plus sécurisée et centrée sur la protection de la vie privée jamais développée ».
Depuis février 2020, la Commission européenne recommande l'utilisation de Signal à son personnel pour la communication avec les personnes extérieures à l'institution,.
En 2020, la Mozilla Foundation dans un comparatif d'applications de messagerie, décrit Signal comme « probablement l'application de communication la plus sécurisée » pour des conversations vidéos avec une personne.
Le 4 janvier 2021, Facebook modifie les conditions générales d'utilisation de WhatsApp entraînant un contexte de défiance envers la messagerie. Signal est alors téléchargée plus de 47 millions de fois les deux semaines qui suivent. L'industriel Elon Musk notamment, participe à cet engouement ; il recommande l'utilisation de Signal à la place de WhatsApp dans un tweet le 7 janvier 2021. Le succès de cet appel aurait contribué à un engorgement de la procédure d'inscription de Signal.
En 2025, des chercheurs en cybersécurité de Google soulignent dans un rapport qu'en raison de la popularité de Signal auprès de publics ciblés par la surveillance et l'espionnage (militaires, politiques, journalistes et activistes), l'application constitue une cible privilégiée pour les pirates. Ils précisent que des pirates russes ont espionné des comptes Signal de militaires ukrainiens dans le contexte de l'invasion de l'Ukraine par la Russie, à l'aide de moyens détournés, mais sans casser le chiffrement.

#### Articles
1. ↑  Martin Untersinger et Clément Martel, « On a testé Signal, l'appli qui permet de passer des appels sécurisés », Le Monde,‎ 9 août 2014 (lire en ligne, consulté le 6 décembre 2019).
2. 1 2 3 4  « Signal : tout comprendre à l’application de messagerie sécurisée à très fort succès », Le Monde.fr,‎ 11 janvier 2021 (lire en ligne, consulté le 12 janvier 2021)
3. ↑  « Chiffrement : Signal fustige le projet de loi EARN IT », sur Next, 14 août 2020 (consulté le 15 avril 2020).
4. 1 2  « Signal : tout comprendre à l’application de messagerie sécurisée à très fort succès », Le Monde.fr, pixels,‎ 11 janvier 2021 (lire en ligne, consulté le 17 janvier 2021).
5. 1 2  Raphaël Grably, « Nouvelles conditions de WhatsApp : Elon Musk recommande d’utiliser Signal », sur BFM TV, 8 janvier 2021 (consulté le 8 janvier 2021).
6. 1 2  Jon Evans, « Talk Private To Me: Free, Worldwide, Encrypted Voice Calls With Signal For iPhone », sur TechCrunch (consulté le 13 janvier 2017)
7. ↑  (en) Andy Greenberg, « Signal, the cypherpunk app of choice, adds disappearing messages », WIRED,‎ 10 novembre 2016 (lire en ligne, consulté le 13 janvier 2017)
8. ↑  « Battle of the Secure Messaging Apps: How Signal Beats WhatsApp », sur The Intercept, 22 juin 2016 (consulté le 13 janvier 2017)
9. ↑  « Signal propose un outil pour flouter les visages sur les photos », sur Next, 4 juin 2020 (consulté le 5 juin 2020)
10. ↑  « Signal supprime le Sender ID des métadonnées », sur Next, 30 octobre 2018 (consulté le 30 avril 2020)
11. ↑  Vincent Hermann, « Signal n'a que peu de métadonnées à offrir au FBI », sur Next, 10 mai 2016 (consulté le 30 avril 2020).
12. ↑  (en) Joseph Cox, « Signal Claims Egypt Is Blocking Access to Encrypted Messaging App », Vice, 19 décembre 2016 (consulté le 30 avril 2020).
13. ↑  Andy Greenberg, « Encryption App 'Signal' Is Fighting Censorship With a Clever Workaround », Wired,‎ 21 décembre 2016 (ISSN 1059-1028, lire en ligne, consulté le 30 avril 2020).
14. ↑  Sébastien Gavois, « Signal déploie une mise à jour pour contourner la censure, sur Android et iOS », sur Next, 23 décembre 2016 (consulté le 30 avril 2020).
15. ↑  (en-US) Sheera Frenkel, « Iranian Authorities Block Access to Social Media Tools », The New York Times,‎ 2 janvier 2018 (ISSN 0362-4331, lire en ligne, consulté le 30 avril 2020)
16. ↑  (en) Russell Brandom, « Iran blocks encrypted messaging apps amid nationwide protests », sur The Verge, 2 janvier 2018 (consulté le 30 avril 2020)
17. ↑  (en) « WhatsApp Co-Founder Brian Acton Injects $50 Million in Newly Formed Signal Foundation », Wired,‎ 21 février 2018 (ISSN 1059-1028, lire en ligne, consulté le 27 janvier 2020)
18. 1 2  « Signal aurait gagné de nombreux utilisateurs grâce au soutien d’Elon Musk », #LeBrief, sur Next, 8 janvier 2021 (consulté le 8 janvier 2021).
19. 1 2  « Signal, l’application utilisée par l’équipe d’Hillary Clinton pour contrer l’espionnage », Le Monde,‎ 29 août 2016 (lire en ligne, consulté le 20 janvier 2021)
20. ↑  (en) Michael Grothaus, « If you value your privacy, switch to Signal as your messaging app now », sur Fast Company, 19 avril 2019 (consulté le 27 avril 2020).
21. ↑  Laurens Cerulus, « EU Commission to staff: Switch to Signal messaging app », sur politico.eu, 20 février 2020 (consulté le 30 avril 2020).
22. ↑  Théophane Hartmann, « Sécurité des communications en ligne : le Parlement européen recommande des plateformes à son personnel », sur Euractiv, 14 février 2025 (consulté le 23 avril 2025).
23. 1 2  « La messagerie Signal a été téléchargée 47 millions de fois en deux semaines », Le Figaro, 19 janvier 2020 (consulté le 20 janvier 2021).

#### signal.org
1. ↑  (en) moxie0, « A New Home », sur signal.org, 21 janvier 2013 (consulté le 30 avril 2020)
2. 1 2  (en-US) Moxie Marlinspike et Brian Acton, « Signal Foundation », sur signal.org, 21 février 2018 (consulté le 27 avril 2020)
3. ↑  (en-US) Joshua Lund, « 230, or not 230? That is the EARN IT question. », sur signal.org, 4 août 2020 (consulté le 15 avril 2020)
4. ↑  (en) « Signal >> Download Signal », sur signal.org (consulté le 18 février 2018).
5. ↑  « Blur tools », sur signal.org, 3 juin 2020 (consulté le 5 juin 2020)
6. ↑  (en) moxie0, « Saying goodbye to encrypted SMS/MMS », sur signal.org, 6 mars 2020 (consulté le 30 avril 2020)
7. ↑  (en) jlund, « Technology preview: Sealed sender for Signal », sur signal.org (consulté le 30 avril 2020)
8. ↑  (en-US) Randall, « Introducing Signal PINs », sur signal.org, 19 mai 2020 (consulté le 14 juillet 2020)
9. 1 2  (en) « Signal Foundation », sur signal.org, 21 février 2018 (consulté le 27 janvier 2020)
10. ↑  (en) « Donate to Signal », sur signal.org (consulté le 27 janvier 2020)

#### Autres références
1. ↑  « https://www.wired.com/2014/07/free-encrypted-calling-finally-comes-to-the-iphone/ »
2. ↑  « Release 7.38.6 »
3. ↑  « Release 7.51 »
4. ↑  « Release 7.48.0 »
5. ↑  « Whisper Systems », sur whispersys.com, 30 mai 2010 (version du 30 mai 2010 sur Internet Archive).
6. ↑  Caleb Garling, « Twitter Buys Some Middle East Moxie », Wired,‎ 28 novembre 2011 (ISSN 1059-1028, lire en ligne, consulté le 4 octobre 2019).
7. 1 2  (en) Brian Donohue, « TextSecure Sheds SMS in Latest Version », sur threatpost.com, 24 février 2024 (consulté le 2 décembre 2019).
8. ↑  (en-US) « Silence ou Signal », sur libre-parcours.net (consulté le 6 décembre 2019).
9. ↑  (en) Privacy and Data Protection in Smartphone Messengers (lire en ligne), p. 3.
10. ↑  (en) « The perils of federated protocols [LWN.net] », sur lwn.net (consulté le 13 janvier 2017)
11. ↑  (en) « LibreSignal/LibreSignal », sur GitHub (consulté le 13 janvier 2017)
12. ↑  (en)« Why do I need Google Play installed to use Signal? – Support », 2 avril 2016 (consulté le 13 janvier 2017)
13. ↑  (en) « Support for using Signal without Play Services · WhisperSystems/Signal-Android@1669731 », sur GitHub (consulté le 25 avril 2017)
14. ↑  (en) Parmy Olson, « Exclusive: WhatsApp Cofounder Brian Acton Gives The Inside Story On #DeleteFacebook And Why He Left $850 Million Behind », sur Forbes (consulté le 27 avril 2020)
15. ↑  (en-US) Anna Wiener, « Taking Back Our Privacy », sur The New Yorker (consulté le 17 janvier 2021)
16. ↑  #LeBrief, « WhatsApp et Signal pourraient être interdites au Royaume-Uni », sur Next, 13 mars 2023 (consulté le 13 mars 2023).
17. ↑  (en) Meredith Whittaker et Joshua Lund, « Privacy is Priceless, but Signal is Expensive », sur blog de Signal, 16 novembre 2023 (consulté le 18 novembre 2023).
18. ↑  (en) Andy Greenberg, « Running Signal Will Soon Cost $50 Million a Year », sur Wired, 16 novembre 2023 (consulté le 7 mars 2024).
19. ↑  Julien Lausson, « Signal accuse la France de dire n'importe quoi sur sa messagerie sécurisée », sur Numerama, 1er décembre 2023 (consulté le 1er décembre 2023).
20. ↑  Vincent Hermann, « Narcotrafic : l’article 8 ter sur l’affaiblissement du chiffrement est supprimé », sur Next (consulté le 25 mars 2025).
21. 1 2  (en) Jeffrey Goldberg, « The Trump Administration Accidentally Texted Me Its War Plans », sur The Atlantic, 24 mars 2025 (consulté le 25 mars 2025).
22. ↑  « États-Unis : le Pentagone commet une bourde en envoyant un plan d'attaque à un journaliste », sur France 24, 24 mars 2025 (consulté le 25 mars 2025).
23. ↑  (en) « Request: Google Play signed download alternative · Issue #127 · WhisperSystems/Signal-Android », sur GitHub (consulté le 25 avril 2017)
24. ↑  (en-US) « Signal | Apps | Electron », sur electronjs.org (consulté le 30 avril 2020).
25. ↑  « Will any phone number work? How do I get a verification number? », sur Support (consulté le 13 janvier 2017)
26. ↑  (en) « Axolotl Ratchet », 21 juillet 2015 (consulté le 15 novembre 2015)
27. ↑  (en) Trevor Perrin, « ProtocolV2 », 1er juillet 2015 (consulté le 13 novembre 2015)
28. ↑  « Secure Messaging Scorecard », Electronic Frontier Foundation,‎ 3 novembre 2014 (lire en ligne, consulté le 13 janvier 2017)
29. 1 2  (en) « Privacy and Data Protection in Smartphone Messengers » [PDF]
30. ↑  (en) « Removing SMS support from Signal Android (soon) », sur Signal Messenger, 12 octobre 2022 (consulté le 13 novembre 2023).
31. ↑  « Open Whisper Systems >> Blog >> Disappearing messages for Signal », sur whispersystems.org (consulté le 13 janvier 2017).
32. ↑  (en) Jay Peters, « Signal has been blocked by Venezuela and Russia », sur The Verge, 9 août 2024 (consulté le 10 août 2024).
33. ↑  (en) Matthew Green, « A few thoughts about Signal’s Secure Value Recovery », sur A Few Thoughts on Cryptographic Engineering, 10 juillet 2020 (consulté le 14 juillet 2020)
34. ↑  (en) « Here's what Tor and Signal are doing to stay funded in Trump's administration », sur CyberScoop, 3 janvier 2017 (consulté le 27 janvier 2020)
35. ↑  (en-US) « Grants », sur Knight Foundation (consulté le 27 janvier 2020)
36. ↑  (en) « Open Whisper Systems », sur Open Technology Fund (consulté le 27 janvier 2020)
37. ↑  « Freedom of the Press Foundation's new look, and our plans to protect press freedom for 2017 », sur Freedom of the Press (consulté le 27 janvier 2020)
38. ↑  (en) Mike Tigas, Sisi Wei, Ken Schwencke, Brandon Roberts, Alec Glassford ProPublica, « Signal Technology Foundation - Nonprofit Explorer », sur ProPublica (consulté le 27 janvier 2020)
39. ↑  (en) « Jack Dorsey says he will give $1 mln per year to Signal app », sur Reuters, 13 décembre 2022 (consulté le 14 juillet 2023).
40. ↑  (en) « Signal-Android on GitHub » (consulté le 13 novembre 2015)
41. ↑  signalapp/Signal-iOS, Signal, 30 avril 2020 (lire en ligne)
42. ↑  signalapp/Signal-Desktop, Signal, 30 avril 2020 (lire en ligne)
43. ↑  signalapp/Signal-Server, Signal, 30 avril 2020 (lire en ligne)
44. ↑  (en) Edward Snowden, « I use Signal every day. #notesforFBI (Spoiler: they already know) … », sur @Snowden, 2 novembre 2015 (consulté le 27 avril 2020).
45. ↑  « Communiquer avec autrui », sur Autoprotection Digitale Contre la Surveillance, 5 août 2014 (consulté le 27 janvier 2020).
46. ↑  (en) Mozilla Foundation, « *privacy not included: Signal app review », sur mozilla.org, 23 avril 2020.
47. ↑  Martin Clavey, « Des pirates russes ont réussi à espionner des comptes Signal de militaires ukrainiens », sur Next, 19 février 2025 (consulté le 19 février 2025).